# Ansamblu rezidențial
Ansamblurile rezidențiale sunt grupuri de locuințe realizate de dezvoltatori imobiliari, companii sau persoane fizice, al căror obiect de activitate este achiziționarea de teren, parcelarea și  construirea unor obiective pe acesta.
Ansamblurile rezidențiale pot fi formate din locuințe individuale (vile) sau/și blocuri cu apartamente. În cazul ansamblurilor de vile, casele pot fi înșiruite, pot avea un perete comun (în acest caz numindu-se duplexuri sau vile cuplate) sau pot fi individuale (adică nu au pereți comuni).
Ansamblurile rezidențiale oferă o soluție de locuire modernă în primul rând datorită facilităților oferite: magazin/ centru comercial, cafenea/ restaurant, locuri de parcare, locuri de joacă pentru copii, terenuri de sport, sală fitness, piscină etc. Locuințele sunt realizate după un standard și prezintă caracteristici comune.
Avantajele unei locuințe într-un ansamblu rezidențial sunt: securitate asigurată, confort prin facilitățile oferite și apartenența la o comunitate formată din oameni cu profile similare.
Ansamblurile rezidențiale au început să se dezvolte după anul 2000 în România. După câțiva ani în care s-au construit multe ansambluri de vile, din 2006 dezvoltatorii imobiliari s-au axat mai ales pe construirea de proiecte rezidențiale de blocuri de apartamente noi.